# ヴァイオリン
- ヴァイオリン
- バイオリン

ヴァイオリンまたはバイオリンは、弦楽器の一種。ヴァイオリン属の高音楽器である。ヴァイオリン属に属する4つの楽器の中で最も小さく、最も高音域を出す楽器である。完全五度に調弦された弦を弓で擦って音を出す。基本的には4弦であるが、低音域に弦を足した5弦、6弦以上の楽器も存在する。擦弦楽器に属する。「Vn」「Vl」と略記されることもある。

## 構造

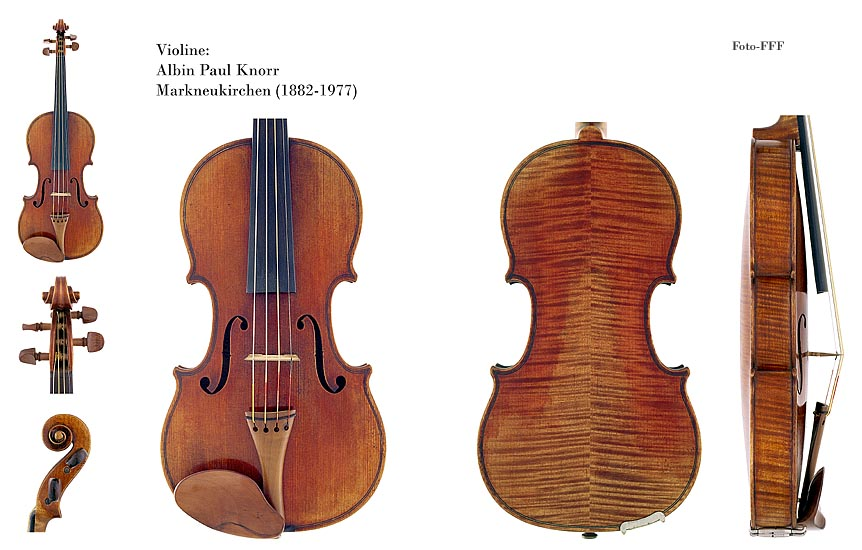
ヴァイオリン本体の外観
左端上：全体像。左端中と下：糸巻き部。
中央左：胴部正面。黒い部分が指板。左下部に顎当てがある。
中央右：胴部背面。下部の突起がエンドピン。
右端：胴部側面。

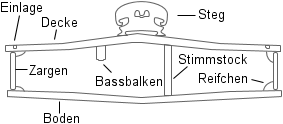
胴部の断面（ドイツ語）
Steg ： 駒
Decke ： 表板
Boden ： 裏板
Zargen ： 側板
Einlage ： 象眼細工
Reifchen ： 内張り
Bassbalken ： 力木
Stimmstock ： 魂柱

### 本体
全長は約60 cm、胴部の長さはおよそ35 cm、重量は楽器にもよるが 300 - 600 gほどである。

#### 材料
表板にはスプルースが使用され、中でもドイツトウヒが用いられることが多い。裏板や側板・ネックにはメイプルが一般に用いられる。表板・裏板とも、2枚の板を木目が揃うように接着して使用する。指板には黒檀がよく使われる。裏板・側板は通常柾目材を用い、「杢」が出ている材を使用することも多い。
経年の歪みを防ぐため、予め長期間天然乾燥されるが、現在では乾燥釜をつかった強制乾燥によるKW材（Kiln Dry Wood）を使用する場合も多い。

#### 構造
胴部はf字孔を開口部とするヘルムホルツ共鳴器を構成しており、断面は右図の通りである。
表板の裏面にある力木（ちからぎ、バスバー）は、表板を補強するとともに低音の響きを強め安定させる役割を果たす。胴体内には、魂柱（たまばしら、こんちゅう、サウンドポスト）と呼ばれる円柱が立てられており、駒を通って表板に達した振動を裏板に伝える。
指板の先には弦の張力を調整する糸巻き（ペグ）がついている。先端の渦巻き（スクロール）は装飾であり、一般には音に影響しないとされているが、音響のためあえて対称性を崩して加工されている楽器も多いという。スクロールは美観の観点から、裏板や側板と同一の素材が良いとされるため、メイプルが望ましいとされる。
駒・魂柱・ペグ・エンドピン以外の部品は、膠によって接着される。膠で接着された木材は蒸気を当てると剥離することができるので、ヴァイオリンは分解修理や部材の交換が可能である。

#### 塗装
塗装にはニスが用いられ、スピリット（アルコール）系とオイル系の二種類がある。一部の安価な楽器にはポリウレタンも用いられている。塗装の目的は湿気対策と音響特性の改善であるとされるが、ニスに音響特性を改善する効果は無いとする説もある。

### 弦
4 本の弦は、エンドピンによって本体に固定された緒止め板（テールピース）から駒の上を通り、指板の先にあるナットと呼ばれる部分に引っ掛けてその先のペグに巻き取られる。正面から見て左が低音、右が高音の弦であり、隣り合う弦は右図のように全て完全五度の関係に調弦する。日本では、開放弦の音高のドイツ音名を用いて、E線・A線・D線・G線（えーせん、あーせん、でーせん、げーせん）と呼ぶことが多い。1番線(I)、2番線(II)、3番線(III)、4番線(IV)と番号で呼ぶ場合もあるが、この順番は世界共通である。

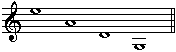
開放弦の音高

素材を問わず、弓を強く押し当てる演奏方法や強いスポットライトを浴びるステージ上などで演奏を行うと意図せずに切れてしまうことも多々ある（特に細く張力が強いE線）。
しかし、演奏の直前で新品の弦に換えることはエイジングの観点からも推奨されないので、レッスンやリハーサルなどで弾き込んで音調の安定した弦を作り、新品の弦と合わせてスペアとしてケースに入れて持ち歩く演奏者もいる。

#### 材料
古くはガット弦（羊の腸）を用いていたが、標準ピッチが上昇すると共に、より幅の広いダイナミクスが要求されるようになるにつれて、高い張力に耐え、質量の大きい弦が求められるようになった。現在では金属弦や合成繊維（ナイロン弦）が多く用いられる。それも、単純なナイロン（ポリアミド）芯にアルミ巻き線を施した弦から、合成樹脂繊維の最先端技術を取り入れた芯にアルミや銀を含む金属製の巻き線を施した弦が主流になりつつある。これらの最新式の弦は、音色的にはガット弦に近い一方で、ガット弦ほど温湿度に敏感でないという長所を持つ。

#### 調弦方法
基本的にペグを回すことで調弦するが、E線はペグだけでは微調整が困難なので、アジャスターと呼ばれるテールピースに取り付けられた小さなネジを回すことによって調弦する。微調整の難しい分数楽器や初心者向けの楽器は、他の弦にもアジャスターを取り付ける場合もある。ペグボックスに張られたD線・A線の弦を押し込む、弦を引っ張ってねじるなどの微調整が行われることもある。
通常はまずチューニング・メーターや音叉などでA線を440 Hz や442 Hz、又はその他の標準音に調弦し、次いでA線とE線、A線とD線、D線とG線をそれぞれ同時に弾いて、完全五度の和音の特有の響きを聞いて調弦する。協奏曲演奏に際しては、独奏ヴァイオリンをオーケストラより僅かに高く調整して華やかな独奏ヴァイオリンを引き立たせることもある一方、バロック音楽を演奏する場合などは415 Hzなど低めのチューニングを行うこともある。特に指定がある場合、楽譜に「A=435」などと記載されるケースもある。
オーケストラによっては、演奏開始前にオーボエがAの音を出すか、2ndないし1stヴァイオリンの首席奏者となるコンサートマスターがA線を開放弦で弾き、その音調に合わせて弦楽器が改めてチューニングを行うことがある。コンサートマスターは（奏者の中では）最後にステージに上るので、舞台袖で入念にチューニングを行ってからステージへ向かう。

### 弓

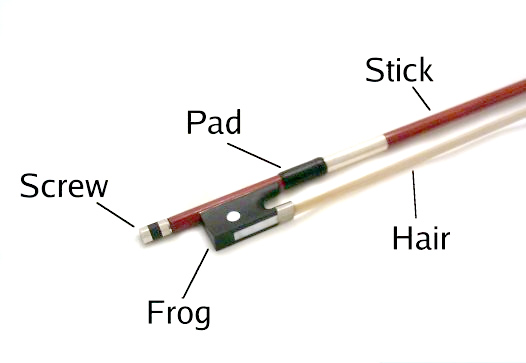
弓の構造
Hair ： 弓毛
Frog ： 毛止箱、フロッグ
Stick ： 竿、弓身
Screw ： ねじ（弓毛の張りを調節する）

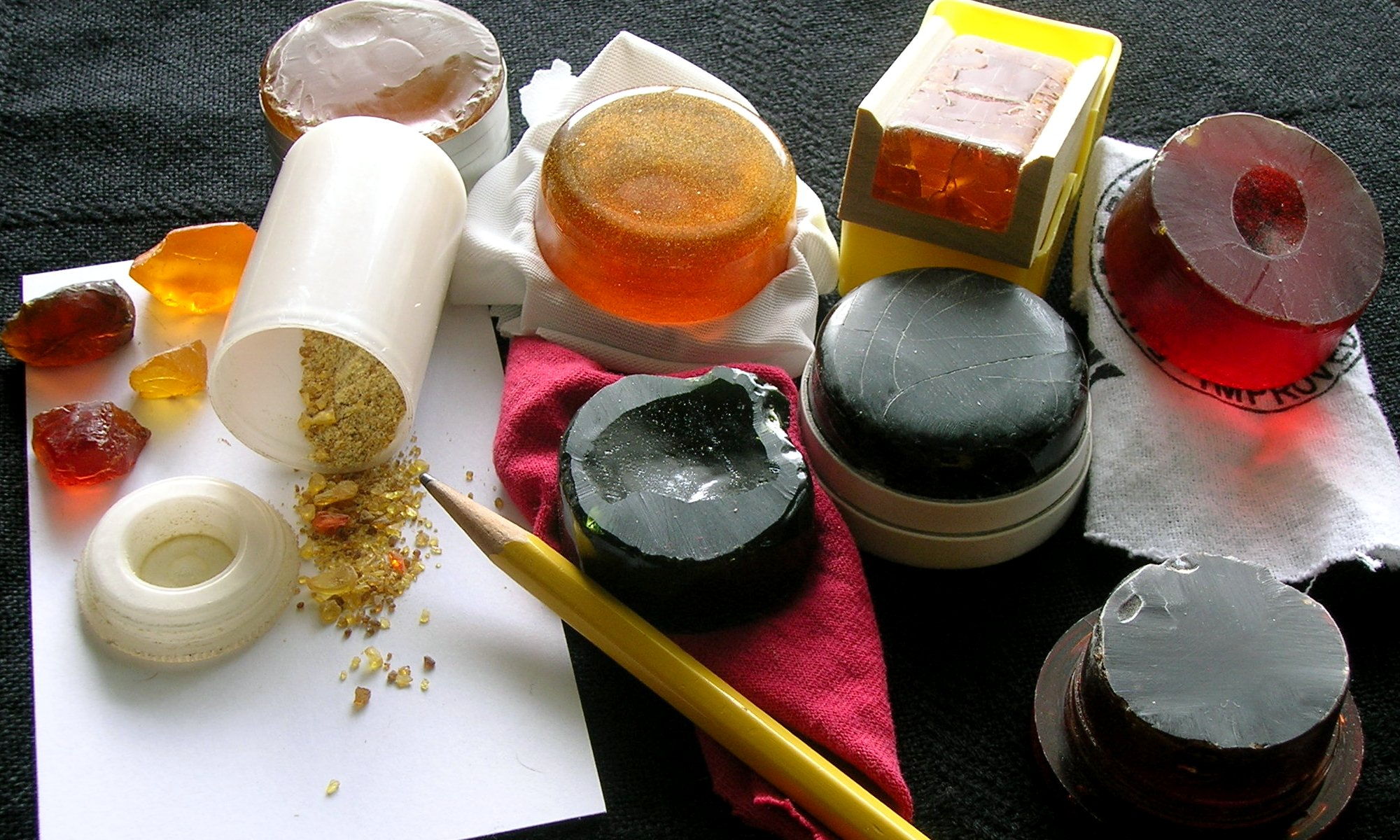
様々な松脂

直線状に削り出した木製の竿（スティック）を火に炙って適度なカーブを持たせ、馬の尾の毛を張る。この弓毛に松脂を塗ってしばらく弾くと、弓毛と弦に粉末がなじんで適度な摩擦が生じ、音色が安定する。弓毛には演奏時のみ張力を与え、使用しない時は弛めておく。
スティックの材料はブラジルボクの心材であるペルナンブコ（フェルナンブコ）が最良とされる。しかしブラジルボクは乱獲のため急速に個体数が減っており絶滅が危惧されている。ブラジル内外で植林活動が始まっているものの、成長には200 年を要する。2007年6月にハーグで開かれたワシントン条約締約国会議において、ブラジルボクは同条約附属書IIに記載され、輸出入が困難になった。
20世紀半ばからは代替材料の開発が盛んになり、ペルナンブコと同じブラジル産の熱帯雨林材であるマサランデュバなどが用いられる他、カーボンファイバー、グラスファイバーなどの人造繊維を用いた繊維強化プラスチック (FRP) の弓も作られている。中でもカーボン製の弓は弾力性、剛性、湿気への強さなどに優れ、ペルナンブコ製の弓よりも数値的性能が高いものもある。

### 分数楽器
ヴァイオリンは、奏者の体格に対して楽器が小さすぎると指板の運びが窮屈となり、また大きすぎると弓運びが困難となる。
通常の大きさ（4/4、フルサイズ）の他に、子供向けの小さなヴァイオリンも作られており、3/4、1/2、1/4、1/8、1/10、1/16、1/32 などが一般的である。これらを分数楽器と呼び、スズキ・メソードなど弦楽器の早期教育で用いられ、分数楽器に合わせた弓や弦、駒も市販されている。
ヴァイオリンの重量から前屈みの演奏になってしまうのは美しくないとされている（若干前屈となるのはヴィオラの奏法である）。男女とも体格の完成する中学生前後でフルサイズに移行する者が多いが、大人であっても体格や重量などから3/4を選択したり、フルサイズより僅かに小さい7/8といった希少寸法の分数楽器を用いるケースもあり、体格に見合ったヴァイオリンと弓を使うことが重要とされる。
分数楽器の数字は通常、大人用（4/4サイズ）に対する胴部の容積の比率を表していると説明される。しかし実際には、現在作られているヴァイオリンの殆どが、フルサイズ＝胴体の長さ14 インチ、3/4＝同13 インチ、1/2＝同12 インチといった等差的な寸法になっている。
特に1/8 以下の楽器はメーカーによってもかなり寸法が異なるため、体格に合わせた楽器選びが重要となる。

## 歴史

### ヴァイオリンの変遷

#### 本体

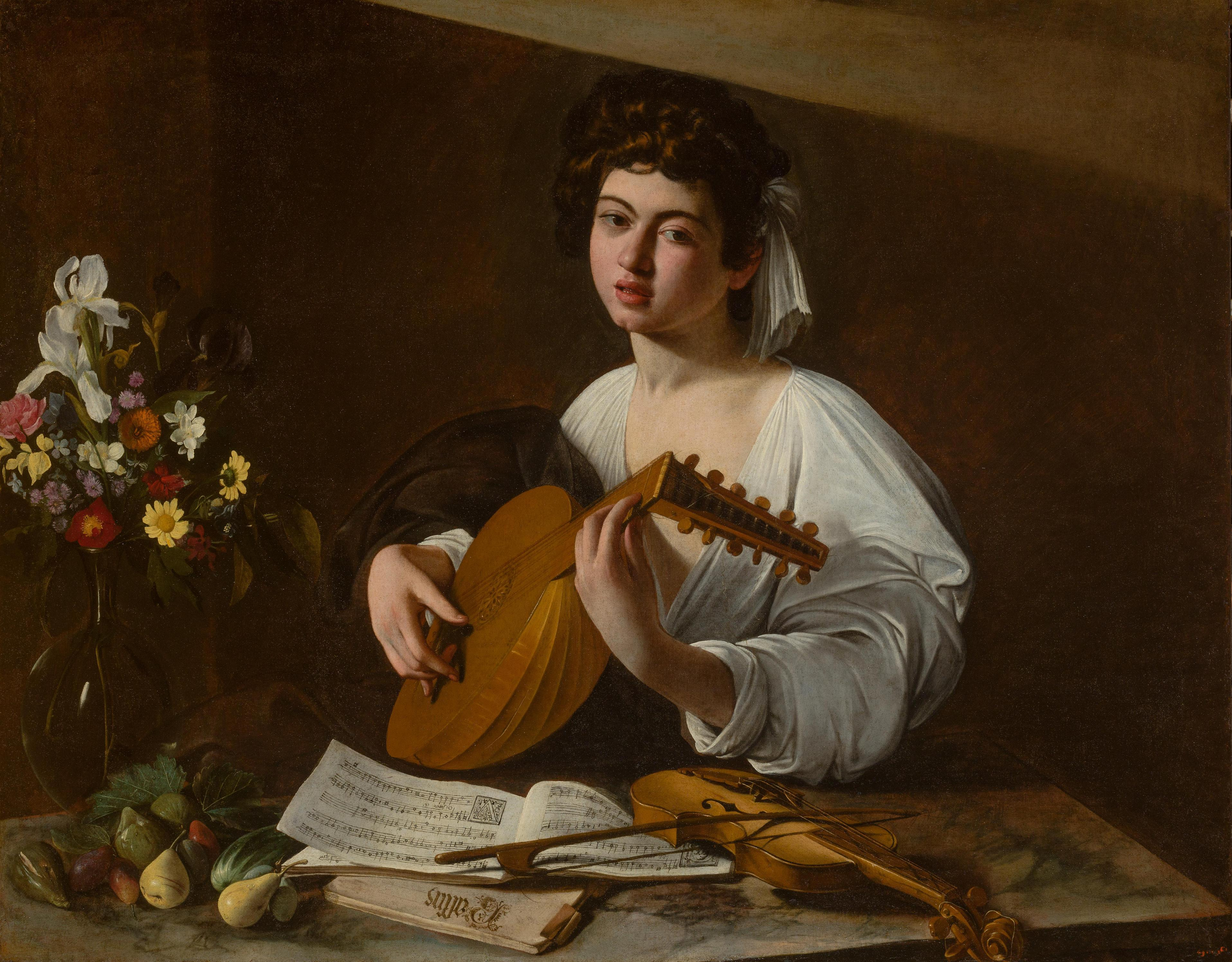
「リュート奏者」
カラヴァッジオ作（1595年頃）
右下にヴァイオリンと思しき楽器が描かれている

ヴァイオリンの起源は、中東を中心にイスラム圏で広く使用された擦弦楽器であるラバーブにあると考えられている。ラバーブは中世中期にヨーロッパに伝えられ、レベックと呼ばれるようになった。やがてレベックは立てて弾くタイプのものと抱えて弾くタイプのものに分かれ、立てて弾くタイプのものはヴィオラ・ダ・ガンバからヴィオラ・ダ・ガンバ属に、抱えて弾くタイプのものはヴァイオリン属へと進化していった。
世にヴァイオリンが登場したのは16世紀初頭と考えられている。現存する最古の楽器は16世紀後半のものだが、それ以前にも北イタリアをはじめヨーロッパ各地の絵画や文献にヴァイオリンが描写されている。レオナルド・ダ・ヴィンチの手稿にもヴァイオリンに似た楽器の設計図が見られる。現存楽器の最初期の制作者としてはブレシアのガスパーロ・ディ・ベルトロッティ（通称ガスパーロ・ダ・サロ）、クレモナのアンドレア・アマティ、ガスパール・ティーフェンブルッカーが有名である。
17世紀から18世紀にかけて、イタリア北部のクレモナにおいてニコロ・アマティ、ストラディバリ一族、グァルネリ一族など著名な制作者が続出した。特に卓越していたのがアントニオ・ストラディヴァリとバルトロメオ・ジュゼッペ・グァルネリ・デル・ジェスである。また、現在のオーストリアのインスブルック近郊のアブサムで活動したヤコブ・シュタイナーの作品も18世紀末までは最高級のヴァイオリンの一つとして取引された。

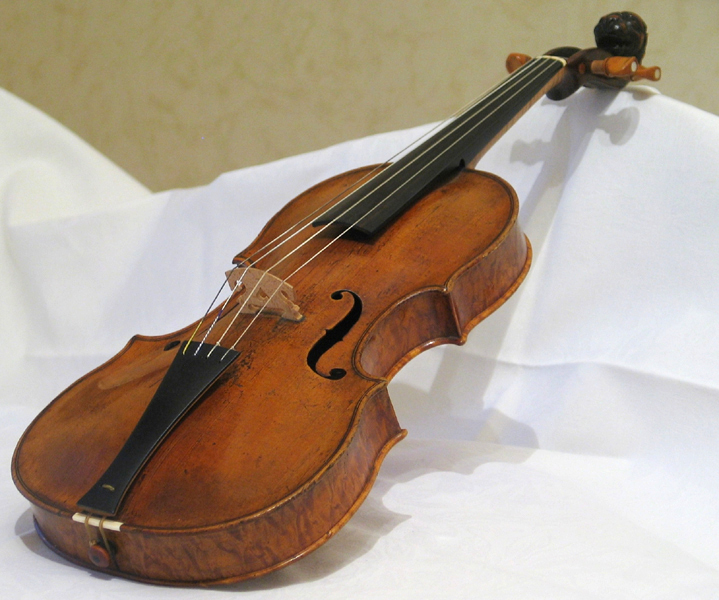
ヤコブ・シュタイナー作のヴァイオリン

後に演奏される曲の音域が増加するのに伴い指板が延長されるようになり、音量の増強に対応するためネックが後ろに反り、駒がより高くなった。本体内部も、弦の張力の増大に対応すべく、バスバーを長さ、高さとも大型のものに交換、ネック取り付け部も強化されている。18世紀以前に作られた楽器も現状はそのように改造されているものが多い。古い様式のヴァイオリンは現在では「バロック・ヴァイオリン」といい、新しいヴァイオリンでもバロック仕様で作られたものはバロック・ヴァイオリンと呼ぶ。
これとは別に、特にイタリア製において、著名な制作者が作ったヴァイオリンを、制作時期によって「オールド（1700年代後期まで）」「モダン（1800年位から1950年位まで）」「コンテンポラリー（1950年位以降）」と分類して呼ぶこともある。
近年になって、音響を電気信号に変えるエレクトリック・アコースティック・ヴァイオリンや、弦の振動を直接電気信号に変えるエレクトリック・ヴァイオリンも登場している。

#### 弓
当初は半円形であったが、徐々に変化していき、18世紀末に現在のような逆反りの形状になった。このスタイルを確立したのは、18世紀フランスのフランソワ・トゥルテ（トルテ、タートとも）であるといわれる。スティックの材料に初めてペルナンブコを使用したのもトゥルテであり、以後スティックの材料はペルナンブコをもって最上のものとするようになった。トゥルテは宝石・時計職人でもあったことから、その加工技術を弓作りに応用し、螺鈿細工などの美しい装飾を施した。トゥルテや一時代下ったドミニク・ペカットらの作品は、オールドフレンチボウとして今なお高い評価を受けている。

### ヴァイオリン音楽の形成
登場以来ヴァイオリンは、舞踏の伴奏など庶民には早くから親しまれていたが、芸術音楽においてはリュートやヴィオラ・ダ・ガンバに比べて華美な音質が敬遠され、当初はあまり使用されなかった。しかし、制作技術の発達や音楽の嗜好の変化によって次第に合奏に用いられるようになる。
17世紀には教会ソナタや室内ソナタの演奏に使われた。ソナタはマリーニやヴィターリ等の手によって発展し、コレッリのソナタ集（1700年、「ラ・フォリア」もその一部）がその集大成となった。

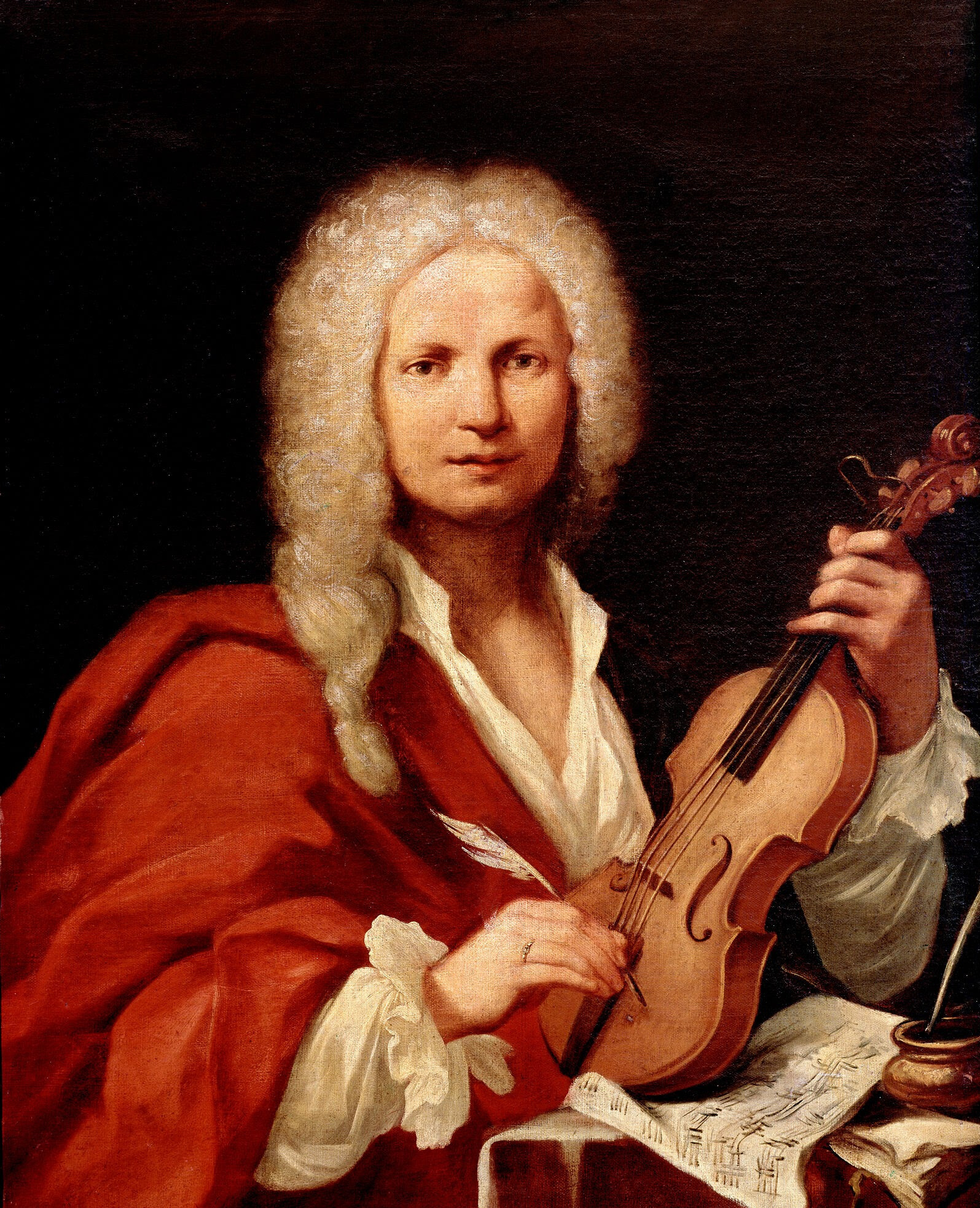
ヴィヴァルディとされる絵
F. M. La Cave作（1723年）

少し遅れて、コレッリ等によって優れた合奏協奏曲が生み出されたが、トレッリの合奏協奏曲集（1709年）で独奏協奏曲の方向性が示され、ヴィヴァルディによる「調和の霊感」（1712年）等の作品群で一形式を作り上げた。ヴィヴァルディの手法はJ.S.バッハ、ヘンデル、テレマン等にも影響を与えた。一方で協奏曲が持つ演奏家兼作曲家による名人芸の追求としての性格はロカテッリ、タルティーニ、プニャーニ等によって受け継がれ、技巧色を強めていった。また、ルクレールはこれらの流れとフランス宮廷音楽を融合させ、フランス音楽の基礎を築いた。
18世紀後半にはマンハイム楽派が多くの合奏曲を生み出す中でヴァイオリンを中心としたオーケストラ作りを行った。そしてハイドン、モーツァルト、ベートーヴェン、シューベルト等のウィーン古典派によって、室内楽・管弦楽におけるヴァイオリンの位置は決定的なものとなった。また、トゥルテによる弓の改良は、より多彩な表現を可能にし、ヴィオッティとその弟子クロイツェル、バイヨ、ロードによって近代奏法が確立されていった。
19世紀になると、現在でも技巧的な面では非常に難しいとされるパガニーニによる作品の登場によって、名人芸的技巧（ヴィルトゥオーソ）がヴァイオリン曲の中心的要素とされ、高度な演奏技術を見せつける曲が多く作られた。
19世紀中頃からは、演奏家と作曲家の分離の傾向が強く見られるようになった。当時の名演奏家に曲が捧げられたり、あるいは協力して作曲したりすることが多く、例えばメンデルスゾーンはダーフィト、ブラームスはヨアヒムといった演奏家の助言を得て協奏曲を作っている。また、チャイコフスキーやドヴォルザーク、グリーグ等によって民族的要素と技巧的要素の結合が図られ、シベリウス、ハチャトゥリアン、カバレフスキー等に引き継がれている。
ヴァイオリンは各地の民族音楽にも使われており、特に東ヨーロッパ、アイルランド、アメリカ合衆国のものが有名である。詳しくはフィドルの項を参照。

### 日本におけるヴァイオリン

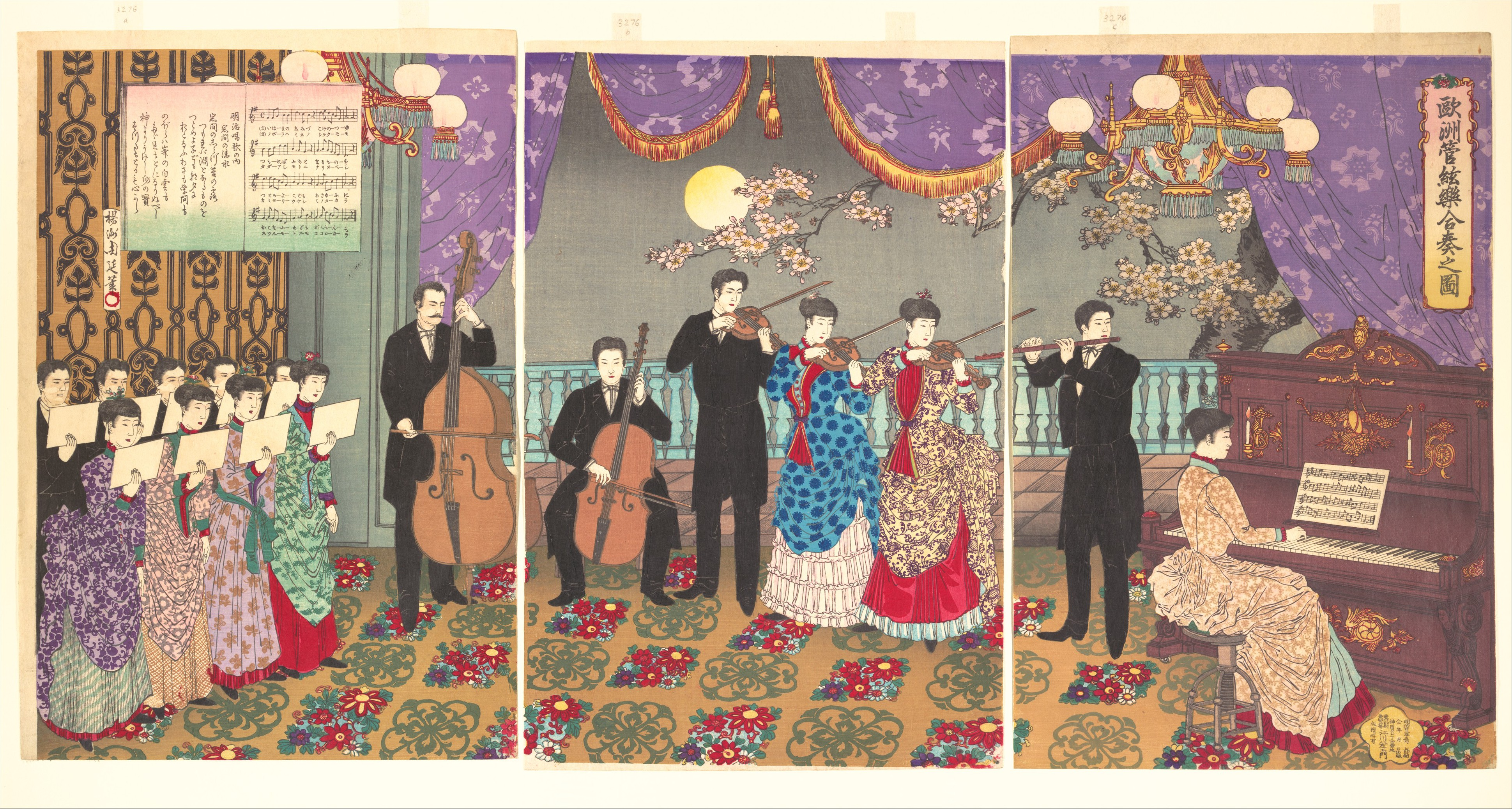
明治時代のバイオリン演奏。楊洲周延「欧州管絃楽合奏之図」（1889年）

フロイスの『日本史』によると、16世紀中頃にはすでにヴィオラ・ダ・ブラッチョが日本に伝わっていた。当時ポルトガル人の修道士がミサでの演奏用として日本の子供に教えたことが記されている。
明治になると、ドイツ系を主とした外国人教師によって奏者が養成され、ヴァイオリンは少しずつ広まっていった。1887年には鈴木政吉によって日本で最初のヴァイオリン製造会社（鈴木バイオリン製造）が創業され、1900年（明治33年）には大量生産されるようになった。また、大正時代にはジンバリスト、ハイフェッツ、クライスラー、エルマンといった名演奏家が続々来日し、大きな影響を与えている。1945年広島市への原子爆弾投下によって被爆したヴァイオリンが一つ現存している（セルゲイ・パルチコフを参照）。
戦後になると各種の教則本が普及し、幼児教育も盛んになって、技術水準が飛躍的に上がっていった。現在では世界で活躍する日本人奏者も多い。

## 奏法
ヴァイオリンの取り扱いや演奏方法は本項に限定されるものではないが、一般的にクラシック音楽で運用される方法を説明する。

### 基本姿勢

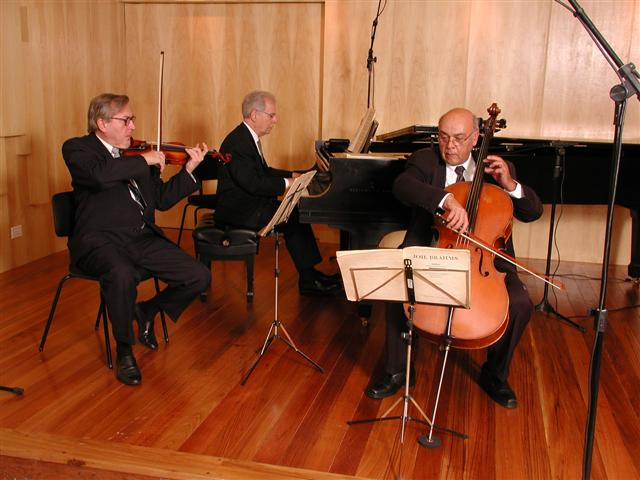
ヴァイオリンの演奏姿勢（左端）

左肩（鎖骨の上）にヴァイオリンを乗せ、顎当てに顎を乗せて押し付け過ぎないように挟み込み、ヴァイオリンを高く持ち上げるように構える。左手でネックを持つが、演奏中に左手で楽器を支えると指や手首の動きが阻害されるので、左手は添える程度にする。
体を少し左に傾け、左腕を胸側に少し近づけるが、上腕を胸に密着させてはいけない。そして両腕の距離を詰める（ように意識する）。目線は指板と平行になるようにする。左手の指で弦を押さえ、右手で弓を操作する。弓の操作をボウイング(bowing)と呼び、一見単純な動作だが音色を大きく左右し、熟練を要する。

### ポジショニング

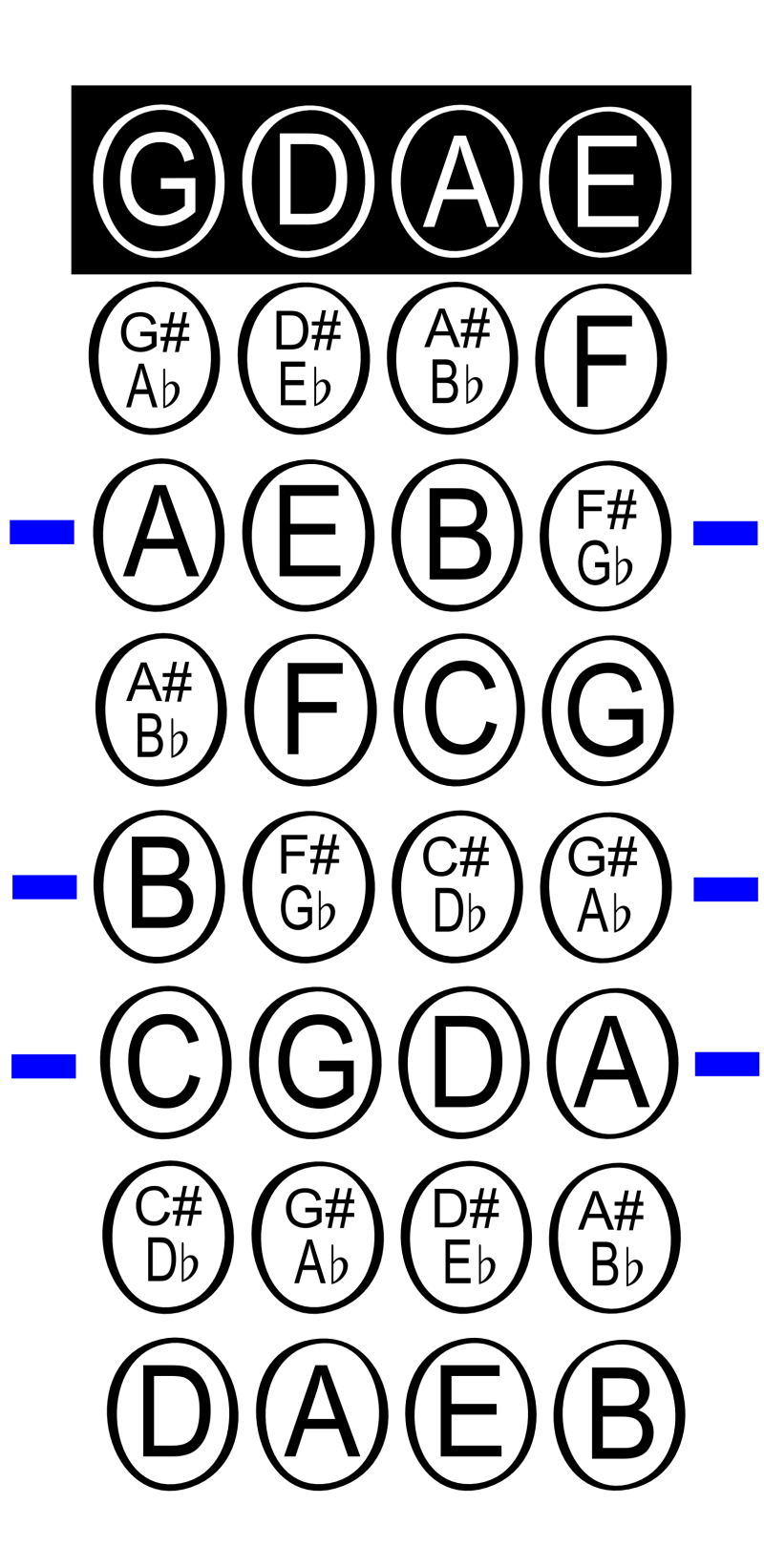
第一ポジションの音
青線は左手親指の大略の位置を表し、上から第一ポジション、第二ポジション、第三ポジション。

ヴァイオリンにはギターのようなフレットが無いので、開放弦以外では演奏者が正確な音程になるように押さえる必要がある。左手の人差し指、中指、薬指、小指で弦を押さえるが、このとき左手親指の位置が音程を定める基準となる。
各弦は、指で押さえない状態（開放弦）から人差し指、中指、薬指、小指の順で押さえると一音（二度）ずつ高い音になり、小指で押さえた状態が右となりの弦と同じ音になる。この状態が第一ポジション(first position)である。例えばD線では、何も押さえない開放弦のままではD（レ）、人差し指を押さえるとE（ミ）、中指でF（ファ）、薬指でG（ソ）、小指でA（ラ）となり、右となりのA線と同じ高さになる。楽譜などでは人差し指から順に、それぞれの指を1、2、3、4と表記する。
第一ポジションから左手を少し手前に動かし、開放弦より二音高い音（第一ポジションより一音高い音）が出る位置を人差し指で押さえるのが第二ポジション(second position)、三音高い音が出る位置を人差し指で押さえるのが第三ポジション(third position)である。第一ポジションより半音低い位置を押さえる半ポジション(half position)もある。
高ポジションを利用するのは基本的には第一ポジションではとることのできない高い音程を出すためであるが、音色を変化させるためにあえて用いるときもある。E線の華やかな音を避けたり（A線を用いる）、G線の高ポジションにおける独特の美しさを出す場合である。しかし、高ポジションではわずかな位置の狂いで音が大きく外れてしまい、低ポジションよりも影響が大きいので、弾きこなすには熟練を必要とする。

### ビブラート
肘、手首、指のいずれかを動かすことによって弦を押さえている指を前後させ、音を上下に素早く振動させて深みを与える。左腕を動かすことによってその動きを指先に伝える方法、左手の手首から先を揺らす方法、指のみを揺らす、などの方法がある。
オーケストラにおいてビブラートを常時かける現在の習慣は20世紀中頃に世界に広まったもので、それ以前はビブラートは装飾音、あるいはソリストのものであると認識されていた。バロック音楽などを演奏する古楽オーケストラはもちろんのこと、ロジャー・ノリントンやニコラウス・アーノンクールといった古楽系の指揮者が現代オーケストラを指揮する場合には、基本的にノン・ビブラートによる演奏を要求することが多い。

### 重音（奏法）
歴史的な擦弦楽器では、弓は張力を小指で調整していたため、張力をゆるめることで3または4つの弦に同時にふれさせることができた。現代のヴァイオリンはその構造上、弓で弾く場合は完全な和音は通常2音が限界である（ピッツィカート奏法を用いれば4和音も可能である）。3音、4音の和音を出すには、弓で最初低音の2弦をひき、素早く高音の弦に移す。ただし、やや指板寄りの箇所を弓で弾くことで3音同時に出すことも可能である。また、腕の重さを使って弓を弦に押さえつけるように弾けば、瞬間的ではあるが3音の重音を弾くことが可能である。
バッハの無伴奏ヴァイオリンのためのソナタとパルティータでは4音同時の和音が多く要求され、しかもそれがポリフォニックに書かれているため、これを正確に現代楽器で表現できる、弓の木が極端に曲がったバッハ弓と呼ばれるものが存在する。ウジェーヌ・イザイの無伴奏ヴァイオリンソナタでは、5音や6音の和音が用いられている。これは一種のアルペジオである。

### フラジオレット
弦を指板まで押さえ込まず、軽く左手の指で触れることにより、高く澄んだ音色が得られる。ハーモニクスと言う場合もある。

### ピッツィカート
弦を弓で弾かずに、指で弾（はじ）く奏法。楽譜には pizz.（ピッツ）と書かれる。
はじき方は決まっておらず、右手人差し指や中指を使うことがほとんどであるが、左手で行う奏法もある（左手でのピッツィカートは、音符の上に＋と書かれる）。通常は、ヴァイオリン本体を顎に乗せ、弓を持ったまま指で弾く（他、楽章全てがpizzだけで構成されているときなど、弓を持つ必要の無い場合は弓を置いて行うこともある）が、ラヴェルのボレロなど、全てがpizzでは無いがpizzの指定が長いときは、ギターのように腰のあたりにヴァイオリン本体を抱えて弾く場合もある。
弦を親指と人差し指でつまんで指板に叩きつけ、破裂音を出すバルトーク・ピッツィカートと呼ばれる奏法もある。バルトークによって発案されたとされるが、実際にはマーラーが交響曲第7番などですでに用いている。

### コル・レーニョ
弓の木の部分で弦を弾く（叩く）奏法で、固く打楽器的な破裂音が鳴る。
ヴォルフガング・アマデウス・モーツァルトのヴァイオリン協奏曲第5番の3楽章などで使われている。

### スル・ポンティチェロ
sul ponticello（駒の上で）は、駒のごく近くの部分の弦を弓で演奏することにより、通常よりも高次倍音が多く含まれる音を出し、軋んだような感覚を得る奏法である。ごく近くを指定するときは、アルト・スル・ポンティチェロ（alto sul ponticello：高い駒の上で）と言う。代表的な例では、ヴィヴァルディのヴァイオリン協奏曲集『四季』の「冬」第1楽章に用いられる。

### スル・タスト
sul tasto（指板の上で）は、指板の上の部分の弦を弓で演奏することにより、通常よりも高次倍音を含まない音を出し、くぐもったような、あるいは柔らかく鈍いような感覚を得る奏法である。

### スコルダトゥーラ
通常、低弦からG-D-A-Eの順で調弦されるが、楽器本来の調弦法とは違う音に調弦（チューニング）する奏法である。

## 関連する著名人

### 制作者

#### 海外
アンドレア・アマティ (1505頃-1577)
史上最初にヴァイオリンを作った制作家のうちの一人とされる。ジョバンニ・レオナルド・ダ・マルティネンゴの弟子。
ガスパーロ・ディ・ベルトロッティ (1540-1609)
サロ湖畔に住んでいたので、ガスパロ・ダ・サロと呼ばれる。ビオラが特に有名。
ジョバンニ・パオロ・マッジーニ (1581頃-1632頃)
ブレシアの制作者。ガスパロ・ダ・サロの弟子。
ニコロ・アマティ (1596-1684)
アンドレア・アマティの孫でジェローラモ・I・アマティの子供。アントニオ・ストラディバリを始めとする多くの弟子を育て、クレモナがバイオリンの一大生産地となる基礎を築き上げた。
ヤコプ・シュタイナー (1617頃生)
ドイツの楽器制作家。古典派の時代においてはストラディバリよりも作品の評価が高かった。
アントニオ・ストラディヴァリ (1644-1737)
イタリアンオールドヴァイオリンの最高峰。クレモナに大工房を構え、数多くの名工を育てた。
バルトロメオ・ジュゼッペ・ガルネリ（通称デルジェス） (1698-1744)
ストラディバリと並ぶ天才的制作家であるが、制作数は約200本と少ない。
フランチェスコ・ルジェッリ(1626-1698)
フランソワ・トゥルテ (1748-1835)
オールドフレンチボウの最高峰。ヴィオッティの助言を受け、ほぼ現在のものと同じ標準的な弓の形状を確立するとともに、材料にペルナンブコを採用して、細身で優雅な名弓の数々を製作した。
ジャン＝バティスト・ヴィヨーム (1798-1875)
フランスの楽器制作家。万国博覧会で作品が3度の金賞を受賞するなど、同時代のヴァイオリン製作の中心的人物だった。
ドミニク・ペカット (1810-1874)
トゥルテと並び称されるオールドフレンチボウの巨匠。

#### 日本
- 鈴木政吉 (1859-1944) - 日本で最初のバイオリン工場、鈴木バイオリン製造の創業者。
- 鈴木鎮一 (1898-1998) - スズキ・メソードの創設者。
- 無量塔（むらた）藏六 (1927-2020) - 東京ヴァイオリン製作学校の設立者。
- 陳昌鉉 (1929-2012)

### 指導者・研究者
奏者としての方が有名な人物は除外。
- ジョヴァンニ・バッティスタ・ヴィオッティ
- ルイ・シュポーア
- レオポルト・アウアー - ハイフェッツ、ヂムバリスト、エルマン、ブラウン等名人と呼ばれる演奏家を多数育て上げた。自身のレコード録音はSP盤片面2枚で、このレコードは発売はされず、｢私の可愛い子供達へ｣と記されたレーベルが貼付された物で、自分の生徒に配分したのみであった。後にLPやCDで復刻。
- オタカル・シェフチーク (1852-1934)  - セヴシックとも。テクニック向上に大きく貢献。
- ヤロスラフ・コチアン‐シェフチークの弟子で、演奏会を日本でも行ったが、師を支える教師となった。その為に録音されて遺った演奏の音源は少なく4曲のみであり、レコード(COLUMBIA PHONOGRAM)は3枚(SP盤片面)のみと映画で1曲演奏している(ので映像も遺った)分しか無く惜しまれている。
- カール・フレッシュ (1873-1944)  - 20世紀の演奏・指導法に多大な影響を与えた。
- ルイス・パーシンガー - メニューイン、スターン、ガラミアンなどを指導。
- イヴァン・ガラミアン - イラン出身。アメリカで多くの奏者を育てる。
- ザハール・ブロン - カザフスタン出身。レーピン、ヴァンゲーロフ、樫本大進、庄司紗矢香、川久保賜紀、神尾真由子、木嶋真優など多くの奏者を育てる。
- ドロシー・ディレイ - 米国出身。パールマン、アン・アキコ・マイヤース、竹澤恭子、ギル・シャハム、五嶋みどり、諏訪内晶子、川久保賜紀、サラ・チャンなど多くの奏者を育てる。
- 糸川英夫 - 工学博士。ヴァイオリンの名器の構造を数値的に解明しようと試みた。

日本国内の指導者としては、小野アンナ、鈴木鎮一（スズキ・メソードの創始者）、鷲見三郎、江藤俊哉など。